# ユーティリティープレイヤー
ユーティリティープレイヤー（英: Utility Player、UT）は、チームスポーツにおいて複数のポジションをこなす選手を指す言葉。
『Utility』という語句には「役に立つ」「万能」などの意味があり、派生語の『ユーティリティープレイヤー』は古くから「複数のポジションをこなせる万能選手」という意味合いで使われてきた。一方で『Utility』には「使い勝手がいい」という意味もあることから、『ユーティリティープレイヤー』には選手を軽視したネガティブな意味合いも含まれていた。
ユーティリティープレイヤーの存在は、チーム運営上の様々な状況への対応が可能となるために重要視される。特にプロスポーツでは、試合中に選手交代枠を使い切ったあとでも怪我などのアクシデントへの対応が可能となり、またリーグ戦などの長期間の連戦ではレギュラー選手の欠場があっても柔軟に対応できるため重宝される。また選手枠の限られる代表チームなどでは、ユーティリティープレイヤーがいることで他のポジションの選手を多く選出できることも利点となる。
選手側の利点としては起用できるポジションの選択肢を増やすことで、出場機会を得やすくなることが挙げられる。

## 野球
野球では内野と外野の両方を守ることができる選手を「ユーティリティープレイヤー」と呼ぶ。広義には内外野を問わずに複数のポジションを守ることができる選手を指すが、MLBでは内野のみで複数のポジションを守る選手は「ユーティリティーインフィールダー（Utility Infielder、略称：UI）」と呼んで区別される。捕手と投手は専門性が高いため兼務する選手は少ないが、捕手出身の選手が打撃面を買われて他のポジションを兼任して出場するというケースは古くから少なからず存在した。
かつてはコンバートによって完全に別のポジションへと移されることも多かったが、NPBでは2020年ごろから状況によって複数のポジションで併用される選手が増えたとされる。特に専門性の高い投手と野手（または打者）の兼任は「二刀流」と呼ばれることが多いが、21世紀以降にNPBで二刀流として出場した選手は大谷翔平（2013年にプロ入り）まで存在しなかった。
柴原洋はユーティリティープレイヤーと呼ばれる選手の条件として「本職が二遊間の内野手であること」と分析している。柴原はその理由の1つとして内野手特有のグラブ捌きを挙げて、外野手が本職の選手に難易度が高い二遊間を長年守っている選手と同レベルの技術を期待・要求することは酷であり、一方で外野手としての打球への対応は守備練習によって克服できる部分は多いという見解を示している。また、柴原は守備範囲の広さに直結する脚力もユーティリティープレイヤーとしての重要な条件だとしている。
日本人選手のユーティリティープレイヤー代表例としては、二塁手・遊撃手・外野手の内外野3つのポジションでベストナインを獲得した真弓明信や、ユーティリティープレイヤーの代名詞として名前が挙がる木村拓也が挙げられる。非常にまれな例として投手を含めた全てのポジションでの出場を達成した高橋博士と五十嵐章人の2人がいるが、捕手と内外野で幅広く活躍していた選手を記録達成のために登板させたという意味合いが強い。

## サッカー
現代サッカーでは広いピッチ上に様々なポジションが存在し、それぞれの選手が各ポジションに求められる役割を専門的にこなすことが一般的である。その中で複数のポジションをこなせる選手を「ユーティリティープレイヤー」と呼ぶが、求められる能力が極端に違わない複数のポジションを兼任するケース自体は珍しいことではない。より幅広いポジションで活躍した選手としてはルート・フリットやフランク・ライカールトなどオランダ出身の選手が挙げられ、オランダではその国民性から理論立てられた育成により高いユーティリティー性が培われたたとも考えられている。
近代の戦術においては試合中に流動的に動くことが求められるようになり、ポジションを専門的にこなす選手が減ったことから「万能性」として重要視される能力に変化が生じている。この能力についてイビチャ・オシムはサッカー日本代表監督当時の選手選考に際して、化学分野で「多価」を意味する『ポリバレント（Polyvalent）』という言葉を用いた。それ以降、日本においては「ユーティリティー」とほぼ同じ意味の言葉として「ポリバレント」が用いられるようになる。「ポリバレント」だとされる代表的な日本人選手としては長谷部誠や今野泰幸が挙げられる。
専門性が高いゴールキーパーを兼任する選手は極めて少ないが、非常にまれな例としてゴールキーパーを本職としながらフォワードでも出場したホルヘ・カンポスが挙げられる。

## バスケットボール
バスケットボールでは試合中に複数のポジションを行き来する選手を「ユーティリティープレイヤー」あるいは「トゥイーナー（Tweener）」と呼ぶ。「トゥイーナー」は「between」からの派生語で「2つのポジションの中間」という意味合いで使われるが、かつては「身体的に適したポジションと能力的に適したポジションが一致しない」「どっちつかず」といった皮肉が込められていた言葉でもあった。
現代ではポジションレス化が進んだこともあり、マッチアップ相手とのミスマッチを生み出すこともできるとして評価が変化している。担うことができるポジションごとに、
- コンボガード（PG/SG）[21]
- ポイントフォワード（PG/SF, PG/PF）[22]
- スウィングマン（SG/SF, SG/PF）[23]
- ストレッチ・フォー（SF/PF）
- フォワードセンター（SF/C, PF/C）[24]

などさらに細分化された呼び名も存在する。
複数のポジションで活躍した選手の例としては、長身でパワーフォワードを本職としながらボールハンドリングやアウトサイドシュートに長けたシックスマンとして活躍したラマー・オドムや、元祖「ポジションレス」プレーヤーとも称されるボリス・ディアウが挙げられる。

## ラグビー
ラグビーフットボールではラグビーリーグ・ラグビーユニオンのいずれにおいても「ユーティリティー」が用語として用いられる。選手の体格によってフォワードかバックスかが決められることが多いものの、求められる能力が似たポジションであればフォワード・バックスの枠を越えて起用されるケースも存在する。
ラグビーリーグではフォワードのフッカーと、バックスのハーフバックを兼ねるケースがみられる。この2つのポジションはともにボールに触れる機会が多いという共通性があり、1993年の10メートルルール導入後にハーフバックをフッカーにコンバートする流行も生まれた。
ラグビーユニオンではバックスの複数のポジションをこなせる選手を「ユーティリティーバックス（Utility Backs、略称：UB）」と呼ぶ。フォワードではスクラム後列のバックロー（フランカーとナンバー8）間でポジションを行き来する選手が比較的多い一方で、スクラム最前列のフロントローでは中央（フッカー）にはパス技術も求められることから両側（プロップ）を兼ねるケースは多くない。

## アメリカンフットボール
アメリカンフットボールでは11人の出場枠に対してオフェンスチーム・ディフェンスチーム・スペシャルチームなど、専門化された多数の選手を攻守交替や戦術変更によって使い分ける。その中でオフェンスチーム・ディフェンスチームの両方で出場する選手を「ユーティリティープレイヤー」と呼ぶ。オフェンスチームとスペシャルチーム（またはディフェンスチームとスペシャルチーム）で出場する選手はユーティリティープレイヤーとはみなされない。
オフェンス・ディフェンス両方で出場する選手は選手交代が制限されていたアメリカンフットボール黎明期においては一般的であったが、1940年代に交代制限が緩和されると分業制がとられるようになり、怪我のリスクに対する意識が強まるにつれてNFLでは1970年ごろから数を減らしていった。

## アイスホッケー
アイスホッケーではフォワードとディフェンスの両方でプレー可能な選手を「ユーティリティープレイヤー」と呼び、フォワードのウイングとセンターのみを行き来するする選手はユーティリティープレイヤーとみなさないことが多い。チームの総合的な得点能力を増すことを目的に一時的にディフェンスやゴールテンダーにフォワードの選手を配することも一般的ではあるが、そういった時に起用される選手もユーティリティープレイヤーとはみなされない。
ゴールテンダーは求められる技術や装備が他のポジションとは大きく異なるため、ゴールテンダーがゴールテンダー以外のポジションで起用されることは極めてまれであり、その逆も同様である。

## その他
- スポーツの分野以外でも複数の役割をこなせる人を指すことがある[1]。
- バレーボールではオポジット（セッター対角）に配置される選手のうち、攻撃に特化した選手を「スーパーエース」[31]と呼ぶのに対して、守備にも参加する選手は「ユニバーサル」あるいは「ユーティリティープレイヤー」と呼ばれる。この用法においては「攻撃と守備の両方を担う」という意味合いである。